# 愛国少女ウヨ子ちゃん
『愛国少女ウヨ子ちゃん』（あいこくしょうじょウヨこちゃん）は、小林拓己による日本の漫画。『ジャパニズム』（青林堂）において、2017年12月No.40号から2018年10月No.45号まで連載された。同時進行でTwitterでも2017年8月19日から発表され、双方の漫画と小林拓己のエッセイを纏めて単行本が2018年11月に発刊された。

## 概要
タイトルの一部であり主人公でもある根戸ウヨ子の名は「ネット右翼」の略称である「ネトウヨ」からで、『ジャパニズム』連載前の2017年11月にTwitterにて登場している。作者の小林拓己は参考にした漫画として『テコンダー朴』をあげており、「キャラが決まり、どういう切り口でいくかを考えたとき、頭に浮かんだのが『テコンダー朴』でした。パヨクの自慢というか自虐漫画としてうまいところを突いているじゃないですか。正面から突っ込めば、怒られちゃいますけど、これなら苦笑いするしかない（笑）」と記している。

## 登場人物
根戸ウヨ子（ねと ウヨこ）
主人公である少女。さくら小学校三年一組。
誕生日9月23日
根戸拓郎（ねと たくろう）
ウヨ子の父親。
根戸麻美（ねと あさみ）
ウヨ子の母親、巨乳。
石川先生（いしかわせんせい）
さくら小学校の先生、ウヨ子のいるクラスの担任。
理辺 サヨ子（りべ サヨこ）
横浜の小学校からウヨ子のいるさくら小学校に転校してきた少女。普段は温厚だが、都合が悪くなると暴力に訴える癖がある。
加戸尾くん（かとお）
ウヨ子のクラスメートの男の子。
森野 こばと（もりのこばと）
ウヨ子のクラスメートの女の子。
高崎 まい（たかさき まい）
ウヨ子のクラスメートの女の子。
渡邉くん（わたなべ）
ウヨ子のクラスメートの男の子。

## 書誌情報
- 小林拓巳 『愛国少女ウヨ子ちゃん』 青林堂〈単行本〉、2018年11月発行[6]、ISBN 978-4792606367